# 芝田陽子
芝田 陽子（しばた ようこ、1934年〈昭和9年〉5月17日 - ）は、日本の女優。山形県出身。1959年に東京芸術座に入団し、現在も所属している。

## 出演

### テレビドラマ
- 「子連れ狼」第1部 第13話（1973年6月24日、日本テレビ）[3]
- 「伝七捕物帳」（日本テレビ）
  - 第5話「十手さばきに恋が咲く」（1973年10月30日）[4]
  - 第92話「涙にかくす親ごころ」（1975年12月16日） - おたけ 役[5]
- 「おんな浮世絵・紅之介参る!」第12話（1974年12月22日、日本テレビ）
- 連続テレビ小説（NHK）
  - 「いちばん星」（1977年4月4日 - 10月1日）[6]
  - 「おしん」第2話 - 第4話（1983年4月5日 - 4月7日） - 宿の仲居 役[7][8]
- 「宴のあと─ 自称・小川真由美の証言」（1978年10月29日、NHK） - 松江 役[9][10]
- 「冬構え」（1985年3月30日、NHK）[11]
- 東芝日曜劇場「かたすみの椅子」（1986年7月13日、TBS）[12]
- 「Ns'あおい」最終話（2006年3月21日、フジテレビ） - 患者 役[13]

### 映画
- 「卑弥呼」（1974年3月9日） - キサキ 役
- 「恋は緑の風の中」（1974年11月23日） - 前田の母 役

### 劇場アニメ
- 「おしん」（1984年3月17日） - お豊 役

### 舞台
- 「KYOKAI 心の38度線」（2016年8月18日 - 8月22日） - 吉野よね 役[14]
- 「父を騙す -72年目の遺言-」（2017年8月15日 - 8月20日） - 横田五月 役[15]
- 「終りに見た街」
- 「勲章の川 -花岡事件-」 - シゲ 役[16]
- 「神隠し八十八ものがたり」 - くら 役[17]
- 「とおりゃんせ」[18]

## 方言指導

### テレビドラマ（方言指導）
- 連続テレビ小説（NHK）
  - 「おしん」（1983年4月4日 - 1984年3月31日） - 山形ことば指導
  - 「春よ、来い」第116話（1995年2月20日） - 山形弁指導[19]
- 「夫婦。」第5話 - 第8話・最終話（2004年11月7日 - 11月28日・12月19日、TBS）[20]
- 「かあちゃんが来た」（2006年1月6日、NHK） - 山形ことば指導[21]